# Bichrome Ware (Zypern)

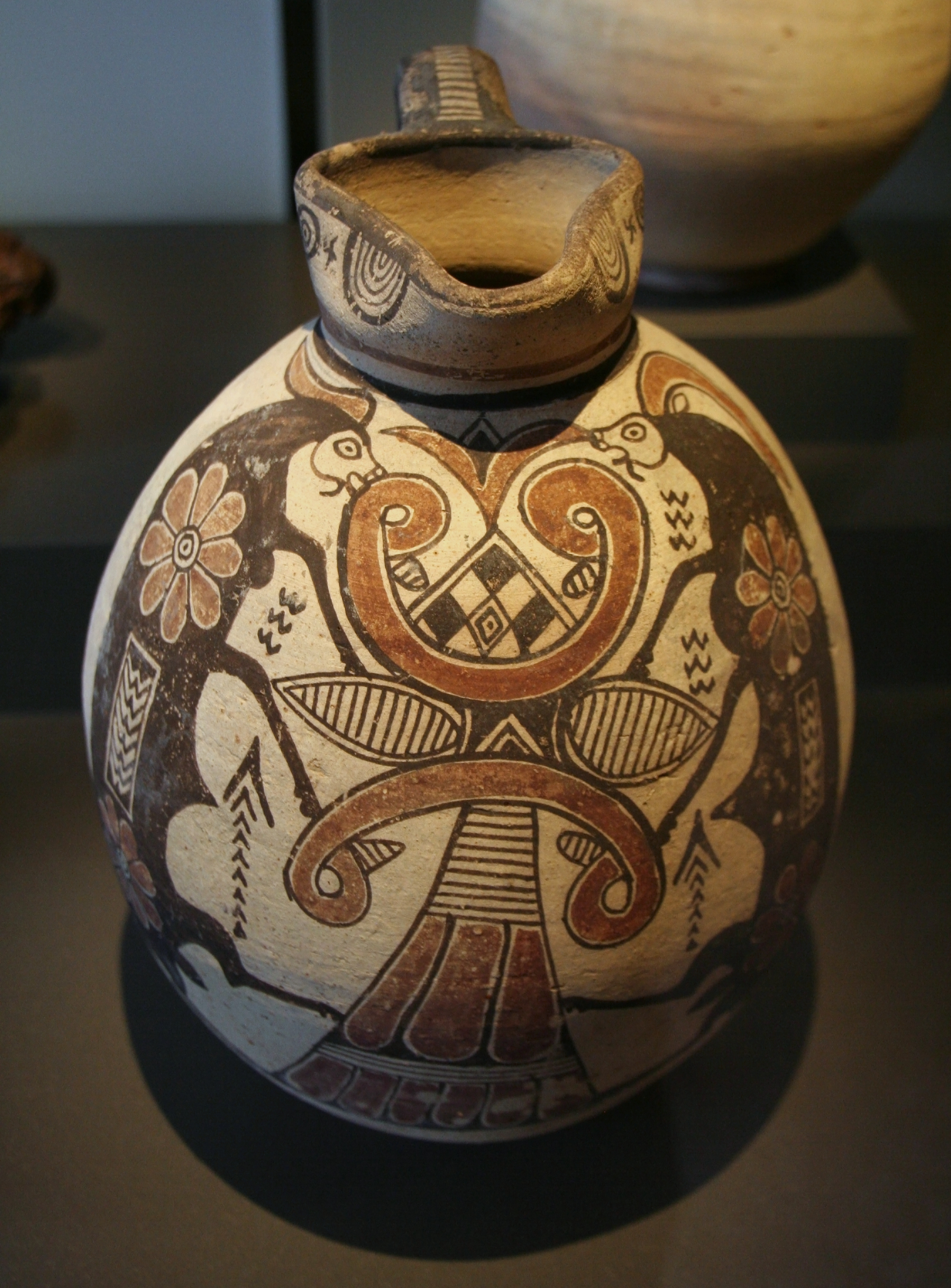
Krug der Bichrome IV Ware mit orientalisierenden Motiven: Ziegen am Lebensbaum; Antikensammlung Berlin

Als Bichrome Ware [baɪkɹəʊm wɛə(ɹ)] (englisch „zweifarbige Keramik“) wird eine Variante der antiken zyprischen White Painted Ware bezeichnet. Beide Stile sind die meistverbreiteten Varianten zyprischer Keramik der Eisenzeit.
Bei der Bichrome Ware wird anders als bei der White Painted Ware ein Tongefäß mit einem hellen Überzug nicht nur mit entweder roten, braunen oder schwarzen, zumeist geometrischen Motiven verziert, sondern einzelne Bereiche mit rotbrauner oder purpurnen Farben besonders hervorgehoben. Wie ähnlich beide Stile sich sind, zeigen vor allem die verzierten Teller, die abgesehen von einem roten Kreis oftmals praktisch identisch sind beziehungsweise ähnliche Motive immer wieder in gleicher Weise rezipieren. Neben demselben Dekor sind auch die Formen beider Stile weitestgehend identisch. Es ist somit davon auszugehen, dass beide Stile in denselben Werkstätten nebeneinander produziert wurden. So wie sich die White Painted Ware aus der Proto White Painted Ware entwickelt hatte, kommt auch die Bichrome Ware aus der vergleichsweise seltenen Proto Bichrome Ware (kypro-geometrisch II, etwa 1050 bis 950 v. Chr.).
Die Bichrome Ware ist neben der White Painted Ware sowie dem Bichrome-Red-Stil, bei denen es weitaus seltener vorkam, der einzige Stil originär zyprischer Keramik, bei der es nicht nur geometrische Motive als Verzierung gab, sondern auch florale und sogar bildliche Darstellungen. Vor allem im Osten der Insel wurden etwa hohe Amphoren hergestellt, die auf der Schulter und am Hals mit floralen Bildern (Lotos) geschmückt waren. Der Lotos ist auch darüber hinaus in archaischer Zeit ein auf Zypern viel verwendetes Motiv im Kunsthandwerk. Im Norden und Westen waren geradlinige geometrische Muster vorherrschend (Dreiecke, Quadrate, Diamanten), im Osten und Süden eher ein Kreisstil mit konzentrischen Kreisen. Neben Tellern und Amphoren wurden auch Schalen, Fußschalen, Schüsseln, Krüge (zum Teil mit fassförmigen Körpern), Kannen, Kännchen, Schnabelkannen, Amporiskoi, Askoi, Pyxiden und Töpfe hergestellt.
Die Herstellungszeit reicht von der Phase kypro-geometrisch II (etwa 950 bis 900 v. Chr.) bis kypro-archaisch II (etwa 600 bis 475 v. Chr.) mit letzten Ausläufern bis ins kypro-klassische II (etwa 400 bis 310 v. Chr.), wobei wie bei fast allen zyprischen Stilen eine genauere Unterteilung und damit auch eine exaktere Datierung meist schwer ist. Üblicher ist eine Subunterteilung des Stils in Bichrome I bis Bichrome VII aus rein stilistischen Gründen. Aufgrund der zeichnerischen Qualität einiger Bilder können diese verschiedenen Werkstätten zugeordnet werden, deren Standorte jedoch bislang nicht gefunden wurden.
Bichrome Ware darf nicht mit der früheren Bichrome Wheelmade Ware (spätkyprisch I, 1600 bis 1450 v. Chr.) verwechselt werden. Zudem gibt es auch in Phönizien und anderen Regionen eine zum Teil stilistisch nahe stehende Bichrome Ware.

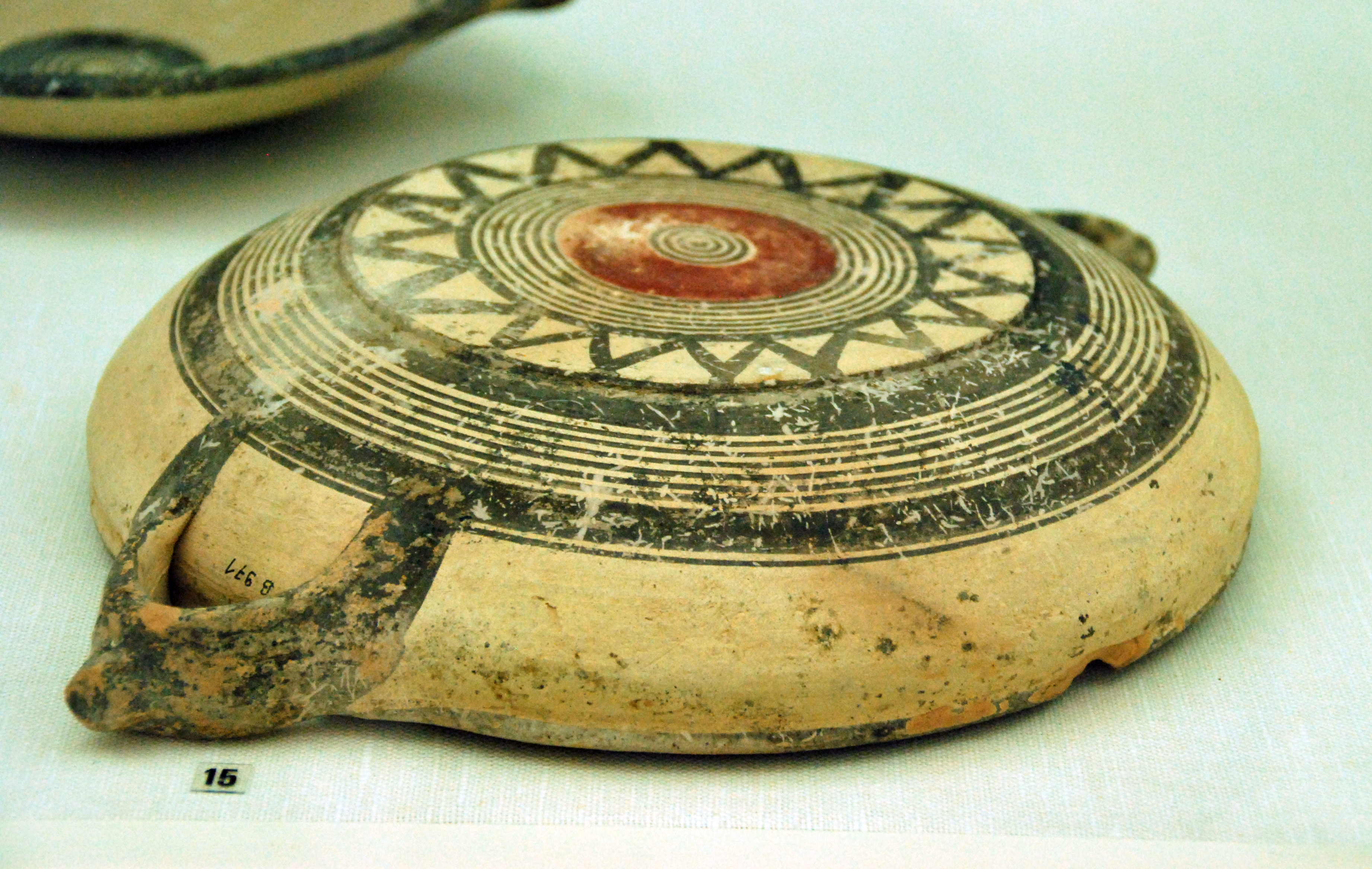
Zyprische Schale der Bichrome III Ware (zwischen 850 und 750 v. Chr.); Antikensammlung Kiel (Inventarnummer B 971)
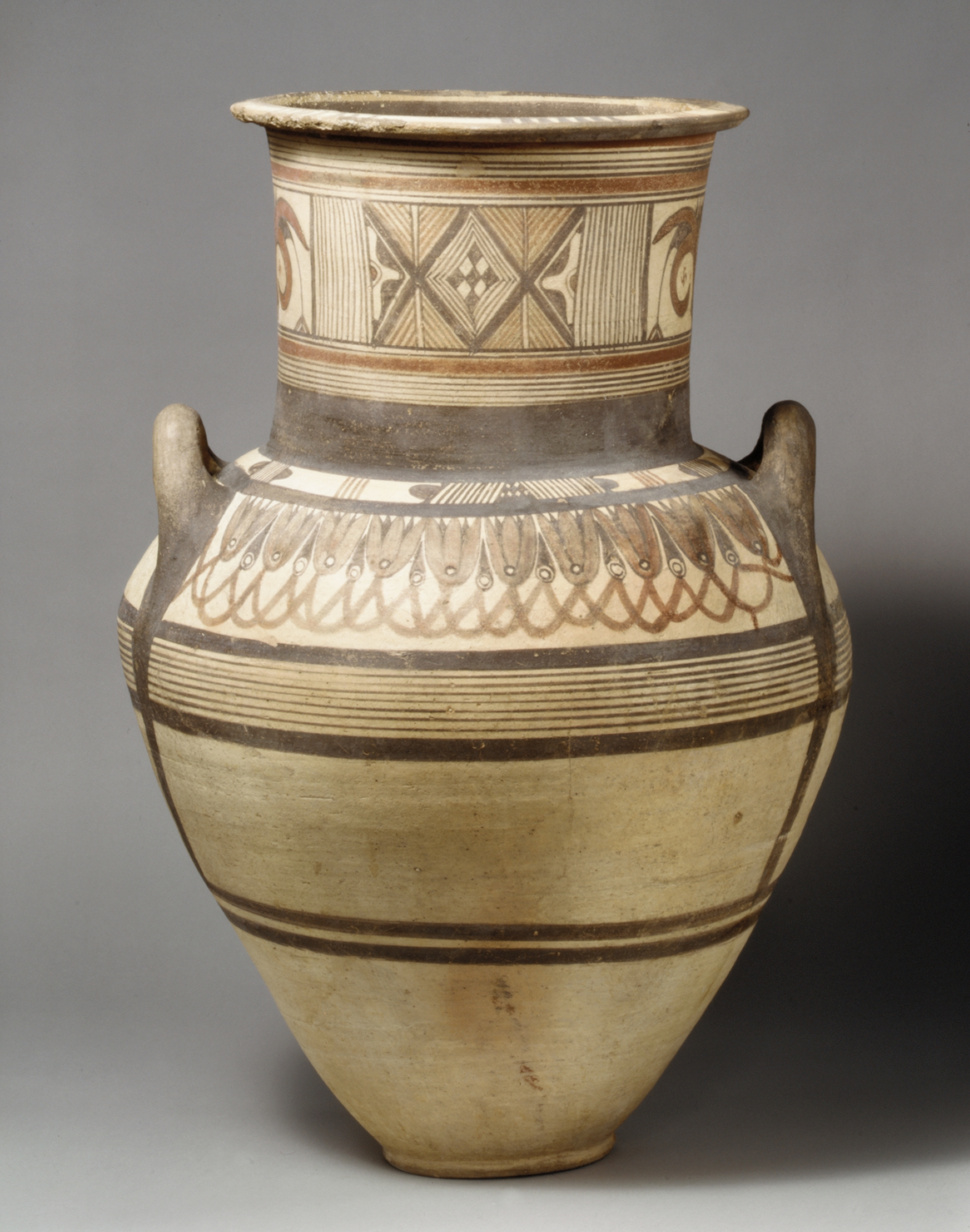
Zyprische Schale der Bichrome IV Ware mit Lotos-Motiven; Metropolitan Museum of Art (74.51.972)
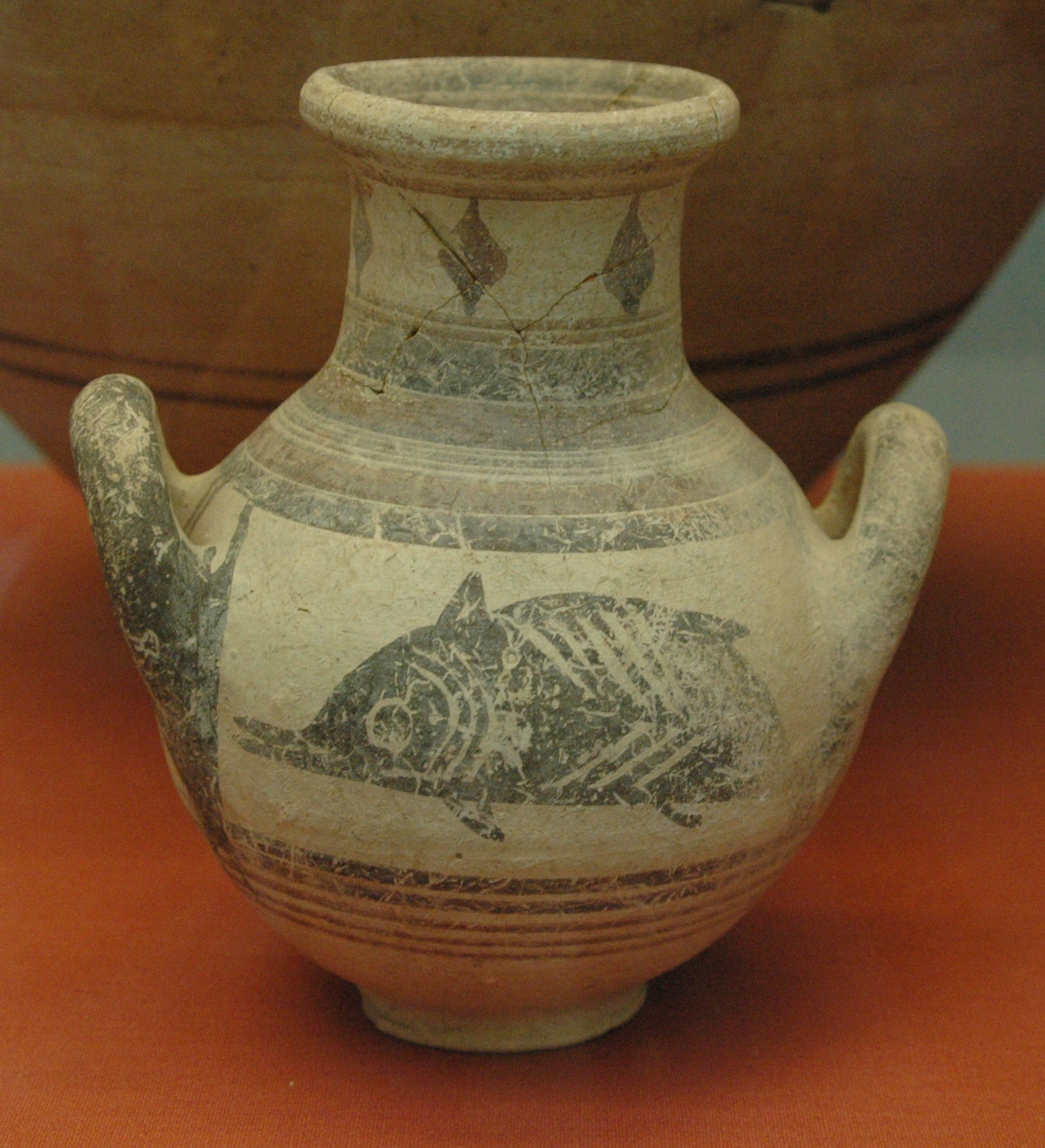
Bichrome V Amphora (kypro-archaisch II) mit Fischmotiv im British Museum (1894,1101.133)
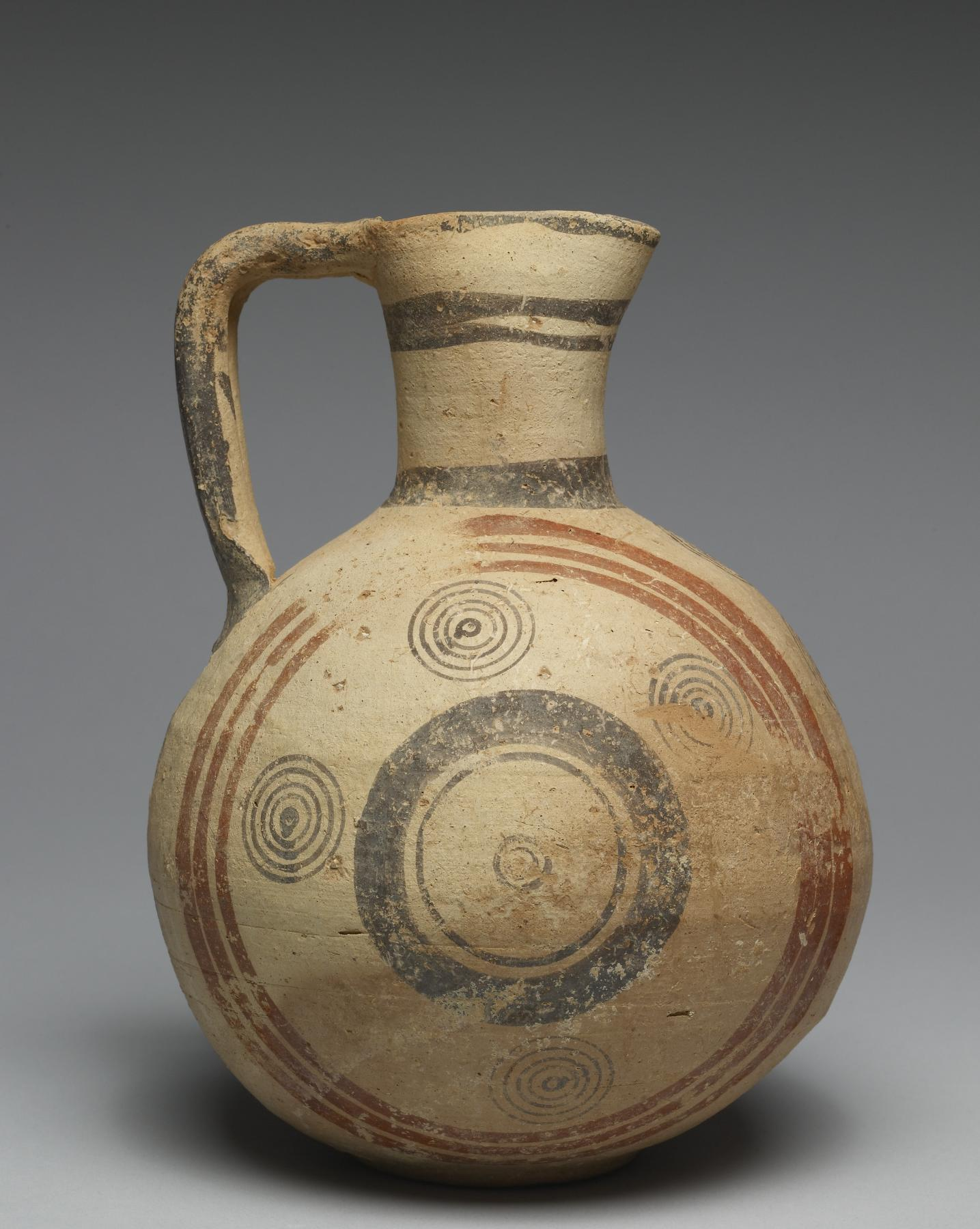
Krug mit geometrischem Design und konzentrischen Kreisen; Walters Art Museum (48.2347)
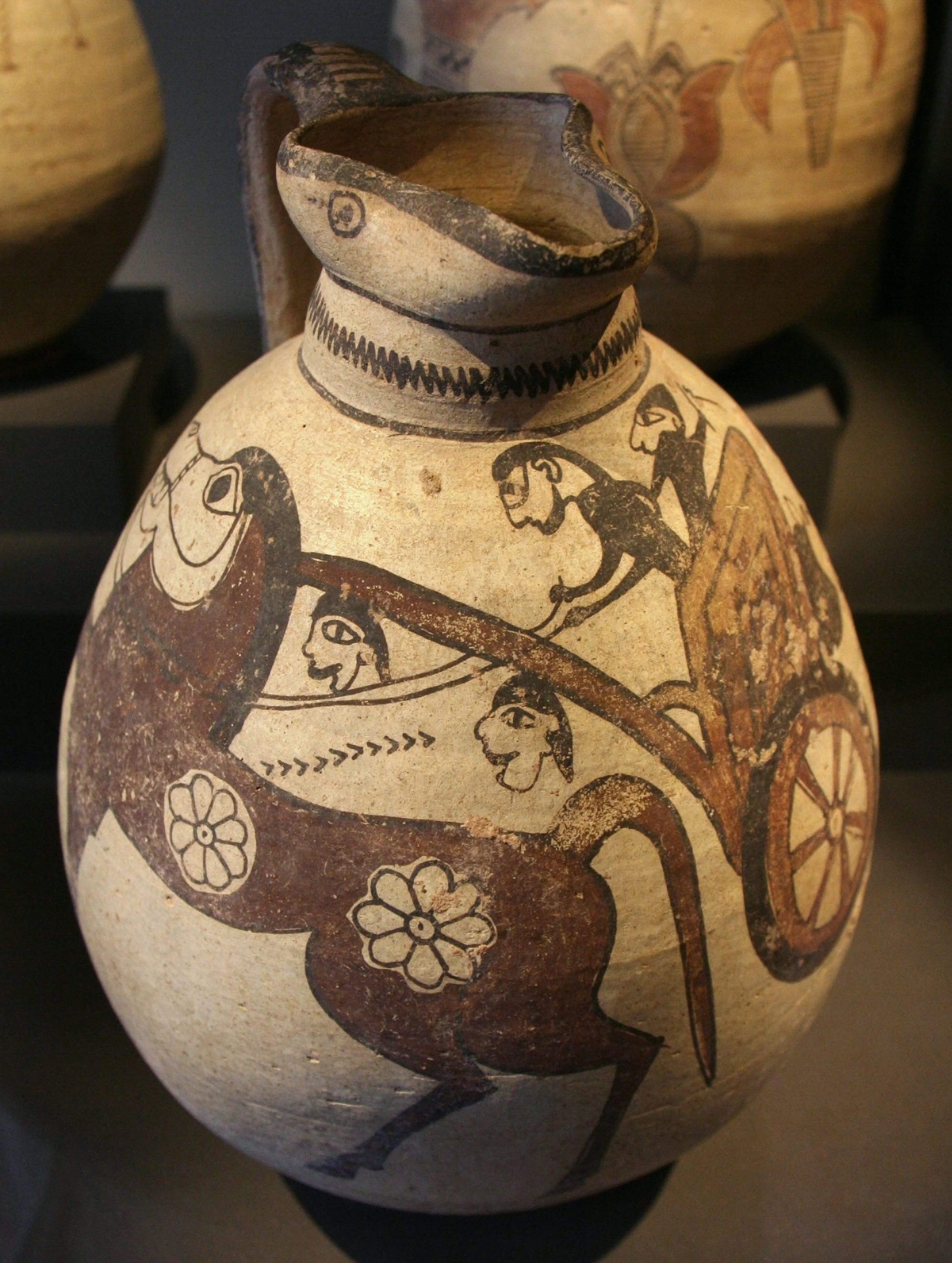
Krug mit Streitwagenszene der Bichrome IV Ware; Antikensammlung Berlin (30356)
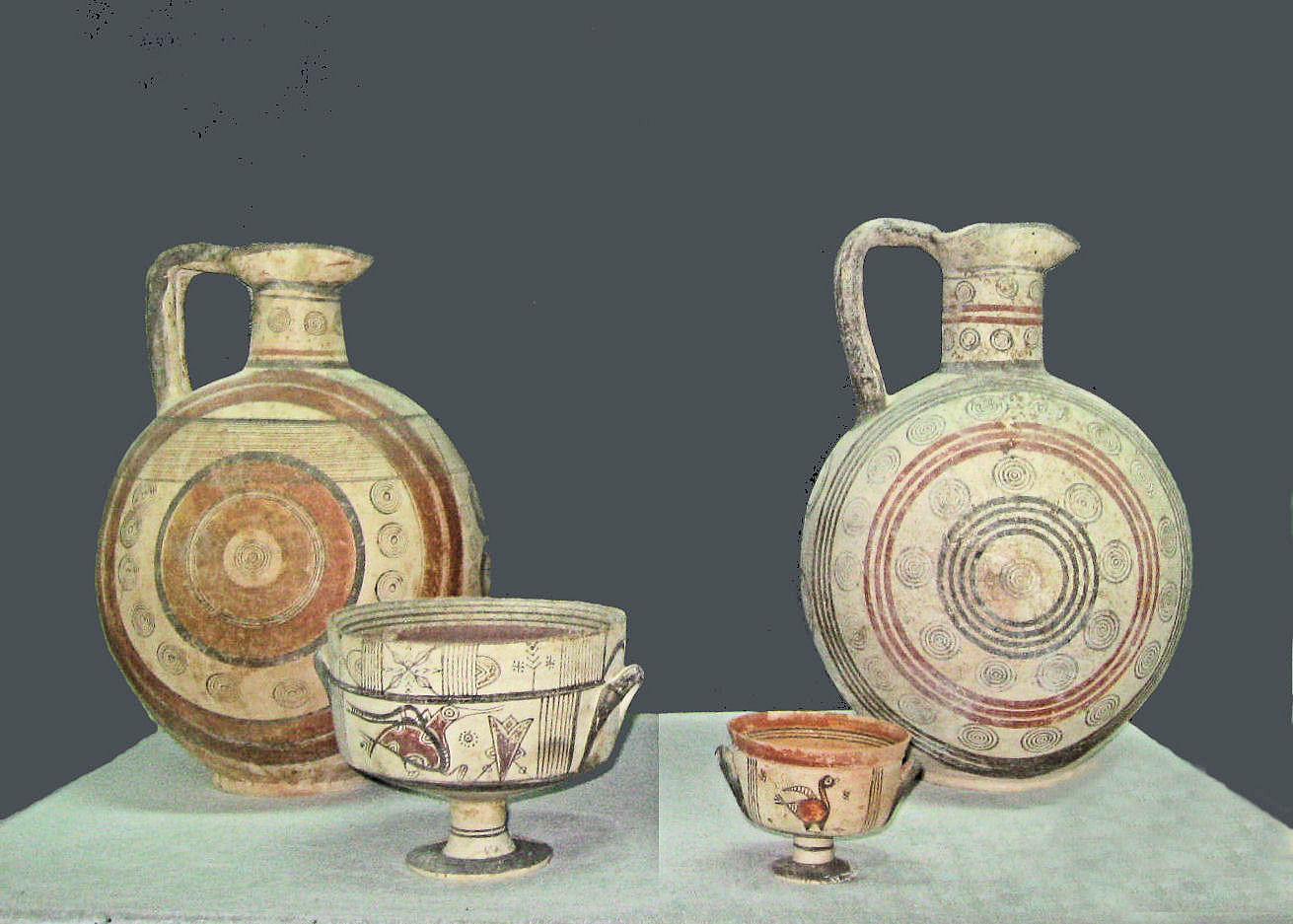
Verschiedene Beispiele Bichromer Ware, archaisch I, 750–600 v. Chr., aus Salamis (Zypern), Archäologisches Museum St. Barnabas / Salamis (Nordzypern)

## Einzelbelege
1. ↑  Globular Jug with Geometric Decoration. Abgerufen am 25. Mai 2021 (englisch).
2. ↑  Objekt Im Onlinekatalog des MET. Abgerufen am 25. Mai 2021.
3. ↑  amphora | British Museum. Abgerufen am 25. Mai 2021 (englisch).